# ナターシャ・リチャードソン
ナターシャ・ジェーン・リチャードソン（Natasha Jane Richardson、1963年5月11日 - 2009年3月18日）は、イギリス出身の女優。

## 生涯

### 生い立ち
ロンドン出身。父親は映画監督のトニー・リチャードソン、母親は女優のヴァネッサ・レッドグレイヴ。祖父母は俳優のマイケル・レッドグレイヴとレイチェル・ケンプソン。妹のジョエリー・リチャードソンも女優である。彼女が4歳の時に両親は離婚している。

### キャリア
4歳の時に父親の監督作品『遥かなる戦場』の端役で出演。ロンドンのセントラル・スクール・オブ・スピーチ・アンド・ドラマで学び.、シェイクスピアの『夏の夜の夢』や『ハムレット』、ユージン・オニールの『アンナ・クリスティ』など数々の舞台に立ち高い評価を得てきた。
1984年にグラナダテレビ版『シャーロック・ホームズの冒険』（第8話「ぶなの木屋敷の怪」）に出演し注目され、その後、本格的に映画デビューし多くの映画作品に出演。
1998年には、サム・メンデスが舞台監督を務めたミュージカル『キャバレー』で、トニー賞 ミュージカル主演女優賞を受賞。
2007年「いつか眠りにつく前に」で実母ヴァネッサ・レッドグレイヴと親娘役で共演。
同作ではメリル・ストリープとメイミー・ガマー親娘も共演している。

### 私生活
1990年に映画プロデューサーのロバート・フォックスと結婚したが、1992年に離婚。1994年に北アイルランド出身の俳優リーアム・ニーソンと再婚。1995年に長男（マイケル・リチャード・アントニオ）を、1996年に次男（ダニエル・ジャック）を出産。

### 最期
2009年3月16日、カナダ・モントリオールのスキー場でスキーをしている時に転倒、そのときは軽症と判断されるも、帰宅後激しい頭痛に見舞われニューヨーク市内の病院に緊急入院する。しかしついに回復することなく、昏睡状態になり脳死と判定された。二日後の18日、事故前の本人の希望に従い、人工呼吸器をはじめとする全ての生命維持装置が取り外され死去、45歳。

## 主な出演作品

### 映画
| 公開年 | 邦題 原題                                                              | 役名                           | 備考 |
| ------ | ---------------------------------------------------------------------- | ------------------------------ | ---- |
| 1986   | ゴシック Gothic                                                        | メアリー・シェリー             |      |
| 1987   | ひと月の夏 A Month in the Country                                      | アリス                         |      |
| 1988   | テロリズムの夜/パティ・ハースト誘拐事件 Patty Hearst                   | パティ・ハースト               |      |
| 1989   | シャドー・メーカーズ Fat Man and Little Boy                            | ジーン・タトロック             |      |
| 1990   | 侍女の物語 The Handmaid's Tale                                         | ケイト/オフレッド              |      |
| 1990   | 迷宮のヴェニス The Comfort of Strangers                                | メアリー                       |      |
| 1991   | 美女と時計とアブナイお願い The Favour, the Watch and the Very Big Fish | シビル                         |      |
| 1992   | ミッドナイト25時/殺しの訪問者 Past Midnight                            | ローラ・マシューズ             |      |
| 1994   | ネル Nell                                                              | ポーラ・オルセン               |      |
| 1998   | ファミリー・ゲーム/双子の天使 The Parent Trap                          | エリザベス・ジェームズ         |      |
| 2001   | シャンプー台のむこうに Blow Dry                                        | シェリー・アレン               |      |
| 2001   | チェルシーホテル Chelsea Walls                                         | メアリー                       |      |
| 2002   | メイド・イン・マンハッタン Maid in Manhattan                           | キャロライン                   |      |
| 2005   | 上海の伯爵夫人 The White Countess                                      | ソフィア・ベリンスカヤ伯爵夫人 |      |
| 2005   | アサイラム/閉鎖病棟 Asylum                                             | ステラ                         |      |
| 2007   | いつか眠りにつく前に Evening                                           | コンスタンス・ロード           |      |
| 2008   | ワイルド・ガール Wild Child                                            |                                |      |

### 舞台
| 年   | 邦題 原題                                   | 役名             | 備考                                |
| ---- | ------------------------------------------- | ---------------- | ----------------------------------- |
| 1985 | かもめ The Seagull                          | ニーナ           |                                     |
| 1985 | 夏の夜の夢 A Midsummer Night's Dream        | ヘレナ           |                                     |
| 1985 | ハムレット Hamlet                           | オフィーリア     |                                     |
| 1993 | アンナ・クリスティ Anna Christie            | アンナ           |                                     |
| 1998 | キャバレー Cabaret                          | サリー・ボウルズ | トニー賞 ミュージカル主演女優賞受賞 |
| 1999 | クローザー Closer                           | アナ             |                                     |
| 2003 | The Lady from the Sea                       |                  |                                     |
| 2005 | 欲望という名の電車 A Streetcar Named Desire | ブランチ         |                                     |